# Giorgio Nisini

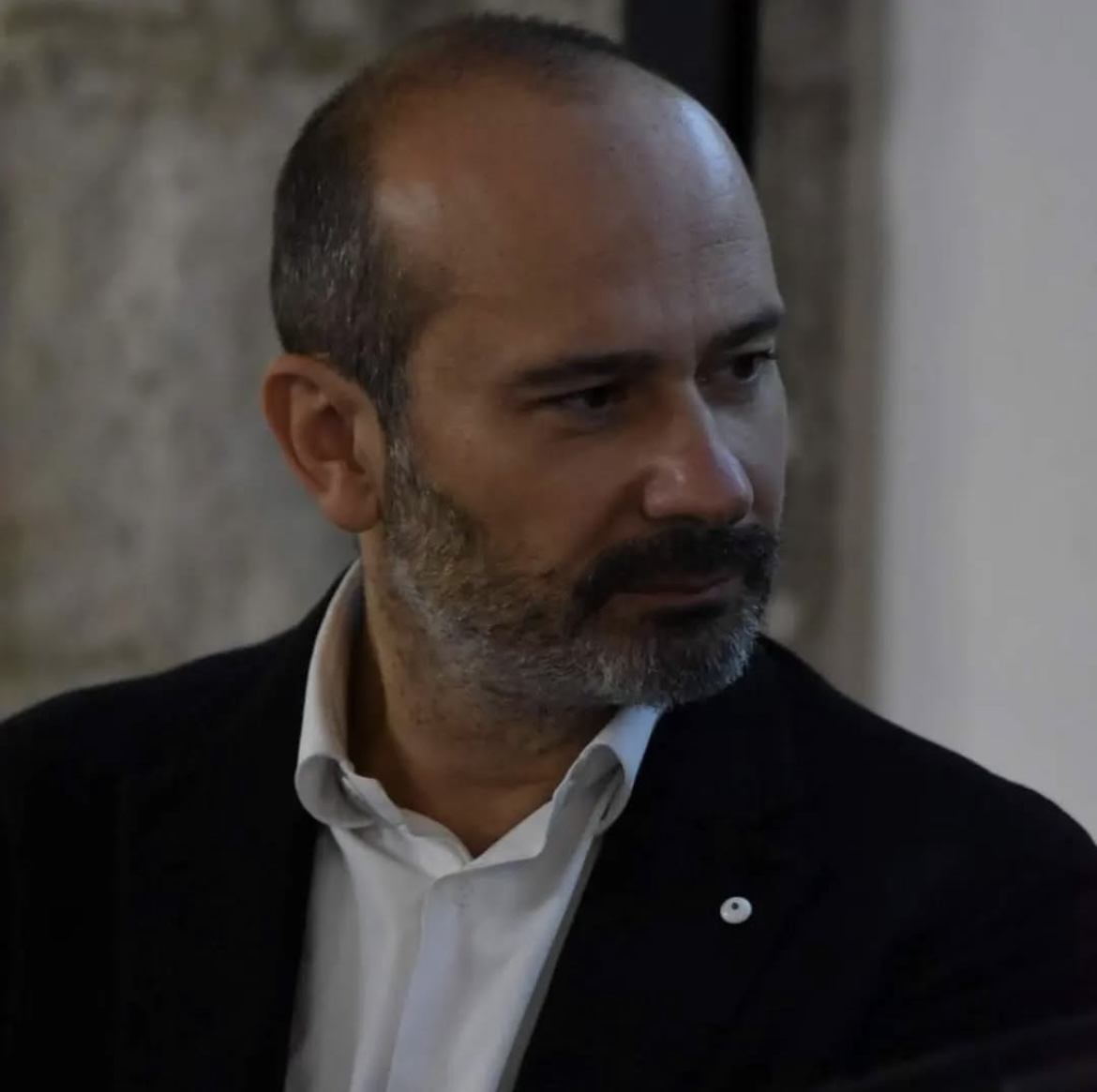
Giorgio Nisini

Giorgio Nisini (Viterbo, 1974) è uno scrittore e saggista italiano.

## Biografia
Dopo una laurea in Lettere e un dottorato di ricerca sull'opera narrativa di Pier Paolo Pasolini, Nisini insegna per alcuni anni sociologia della letteratura presso l'Università La Sapienza di Roma. Collabora con la galleria nazionale d'arte moderna e contemporanea di Roma, per la quale cura un ciclo d’incontri-intervista con alcuni protagonisti del cinema italiano contemporaneo, poi raccolti nel volume Saggi e dialoghi sul cinema. Dal 2016 al 2019 è stato docente e ricercatore all'Università degli Studi di Bari "Aldo Moro". Attualmente insegna letteratura italiana moderna e contemporanea all'Università La Sapienza di Roma. La sua attività di ricerca copre un’ampia zona della letteratura moderna e contemporanea, con particolare attenzione per la narrativa italiana del Novecento e del nuovo millennio, per le interrelazioni tra linguaggi letterari e cinematografici, per il rapporto tra letteratura, editoria ed industria culturale. Più nello specifico si è occupato dell’opera di alcuni autori e autrici di Otto e Novecento (De Sanctis, Pirandello, Alvaro, Pasolini, Fenoglio, P. Levi, Wilcock, Corti, Pecora, Tondelli ecc.), della memorialistica della Grande Guerra, del Neorealismo e della letteratura della Resistenza, della narrativa degli anni novanta e degli anni zero e di canone letterario. 
Nel 2008 pubblica il suo primo romanzo, La demolizione del Mammut, con cui vince il premio Corrado Alvaro opera prima e arriva tra i cinque finalisti del premio Pier Vittorio Tondelli. Il suo secondo romanzo La città di Adamo, viene selezionato tra i dodici finalisti della LXV edizione del Premio Strega. I due romanzi, insieme a La lottatrice di sumo, compongono quella che l'autore ha definito "Trilogia dell'incertezza".
Ha organizzato progetti culturali e collaborato con vari festival letterari come Pordenonelegge.it, Piceno d'autore e Caffeina. Dal 2017 è direttore artistico dell'Emporio letterario di Pienza.

## Opere

### Narrativa
- La demolizione del Mammut, Perrone, 2008 ISBN 9788860041357.
- La città di Adamo, Fazi Editore, 2011 ISBN 9788864114071.
- La lottatrice di sumo, Fazi Editore, 2015 ISBN 9788876256448.
- Il tempo umano, HarperCollins, 2020 ISBN 9788869057632.
- Aurora, HarperCollins, 2023 ISBN 9791259851093.

### Libri intervista
Giuseppe Aloe, Paolo Di Paolo e Giorgio Nisini, Ho parato un rigore a Pelè, Perrone, 2010 ISBN 8860043972

### Saggistica
- Robert De Niro, Gremese, 2004 ISBN 9788877420947
- Alessia Marcuzzi, Gabriele Malavasi e Giorgio Nisini, Geografie tondelliane, Guaraldi, 2007 ISBN 9788880493167
- L'unità impossibile. Dinamiche testuali nella narrativa di Pier Paolo Pasolini, Carocci Editore, 2008 ISBN 9788843047055
- Il neorealismo italiano. Scritture, immagini, società, Perrone, 2012 ISBN 9788860042293
- Giorgio Nisini e Maria Grazia Grazini, Poetica, Perrone, 2014 ISBN 8860043549
- Testimoniare il conflitto. Letteratura, verità, impegno nelle memorie della Grande Guerra, ETS, 2021 ISBN 9788846762245
- Vitaliano Brancati, Franco e Vito Laterza. Carteggio 1952-1954, Edizioni di Storia e Letteratura, 2024 ISBN 9788893599481

### Curatele
- Fulvio Abbate et al., Un bacio in bocca: sedici scrittori italiani raccontano la passione, Longanesi, 2016 ISBN 9788830444690
- Maria Giuseppina Di Monte, Alessandra Barbuto, Giorgio Nisini, Saggi e dialoghi sul cinema, Meltemi Editore, 2006
- L’eternità immutabile. Studi su Juan Rodolfo Wilcock, Quodlibet, 2020 ISBN 9788822905475